# 経済産業審議官
経済産業審議官（けいざいさんぎょうしんぎかん、英訳：Vice-Minister for International Affairs, Ministry of Economy, Trade and Industry）は、国家公務員の官職及び役職の一つである。
経済産業事務次官に次ぐ経済産業省における官僚のナンバー2のポストであり、次官級審議官職の一つで経済産業省設置法に定められている「特別な職」である。現在の定員は1人。
一般には「経済産業省経済産業審議官」のように省名を冠する表記もなされるが、辞令上の正式な官職表記は経済産業事務次官と同様に省名を冠さない「経済産業審議官」となる（通商産業省時代も同様）。これは、大臣からの辞令（つまり省内の辞令）であるために省名を略しているのでなく、国会等外部の文書等でも単に「経済産業審議官」と表記されることからも正式呼称であることが確認される（同省の各局長も省内辞令では省名を冠していないが、国会等外部の文書を参照すると「経済産業省○○局長」と表記されていることから明確な差異がある）。

## 職務
経済産業省設置法によれば、経済産業審議官は、命を受けて、経済産業省の所掌事務に係る重要な政策に関する事務を総括整理する（第5条第2項）とされているが、具体的な職務は英訳名に現れているように「国際問題担当次官」であり、経済産業省の仕事の一つの柱である通商問題の責任者である。

## 歴代経済産業審議官
| 代             | 氏名       | 在任期間        | 退任後の要職                                                                                       |
| -------------- | ---------- | --------------- | -------------------------------------------------------------------------------------------------- |
| 通商産業審議官 |            |                 | |
| 1              | 森口八郎   | 1973年 - 1974年 | 中小企業事業団理事長                                                                               |
| 2              | 天谷直弘   | 1974年 - 1976年 | 電通総研初代社長                                                                                   |
| 3              | 増田実     | 1976年 - 1978年 | 東京電力副社長、ジェトロ理事長、阪和興業相談役                                                     |
| 4              | 橋本利一   | 1978年 - 1979年 | 三菱電機副社長、6代目石油公団総裁（1987年5月-）                                                    |
| 5              | 天谷直弘   | 1979年 - 1981年 | （前掲）                                                                                           |
| 6              | 栗原昭平   | 1981年 - 1982年 | トヨタ自動車副社長                                                                                 |
| 7              | 小松國男   | 1982年 - 1984年 | 日商岩井副会長、7代目石油公団総裁                                                                  |
| 8              | 若杉和夫   | 1984年 - 1986年 | 石油資源開発会長・相談役                                                                           |
| 9              | 黒田眞     | 1986年 - 1988年 | 三菱商事副社長、東京中小育成投資副社長                                                             |
| 10             | 村岡茂生   | 1988年 - 1989年 | 富士通システム総研会長、情報処理振興事業協会理事長 / 1989年APEC創設に携わる                        |
| 11             | 鈴木直道   | 1989年 - 1991年 | 三井物産専務、日本立地センター理事長                                                               |
| 12             | 畠山襄     | 1991年 - 1993年 | ジェトロ理事長、国際経済交流財団会長                                                               |
| 13             | 岡松壯三郎 | 1993年 - 1994年 | 新制経済産業研究所初代理事長、カリフォルニア大学サンディエゴ校大学院客員教授                       |
| 14             | 坂本吉弘   | 1994年 - 1996年 | 日本エネルギー経済研究所理事長、AOCホールディングス社長                                            |
| 15             | 細川恒     | 1996年 - 1997年 | 三井住友海上MSK基礎研究所戦略設計事務所代表                                                        |
| 16             | 中川勝弘   | 1997年 - 1998年 | トヨタ自動車副会長                                                                                 |
| 17             | 荒井寿光   | 1998年 - 2001年 | 東京中小企業投資育成社長、内閣官房知的財産戦略推進事務局長                                         |
| 経済産業審議官 |            |                 | |
| 1              | 今野秀洋   | 2001年 - 2002年 | 日本貿易保険理事長、三菱商事取締役                                                                 |
| 2              | 佐野忠克   | 2002年 - 2004年 | 野村総合研究所顧問、弁護士、内閣総理大臣秘書官（政務担当）                                         |
| 3              | 日下一正   | 2004年 - 2006年 | 電通顧問、内閣官房参与（地球温暖化問題担当）、国際経済交流財団理事長                               |
| 4              | 北村俊昭   | 2006年 - 2007年 | 東京海上日動火災保険顧問、立教大学経営学部客員教授、国際石油開発帝石社長・会長                     |
| 5              | 豊田正和   | 2007年 - 2008年 | 内閣官房宇宙開発戦略本部事務局長、内閣官房参与（国際金融問題担当）、日本エネルギー経済研究所理事長 |
| 6              | 石毛博行   | 2008年 - 2010年 | ジェトロ理事長、一般社団法人2025年日本国際博覧会協会事務局事務総長                                 |
| 7              | 岡田秀一   | 2010年 - 2012年 | NTTデータ経営研究所顧問、スタンフォード大学ササカワ・ピース・フェロー、 日本電気副社長             |
| 8              | 佐々木伸彦 | 2012年 - 2013年 | 東京海上日動火災保険顧問、富士通執行役員専務・副会長、ジェトロ理事長                               |
| 9              | 石黒憲彦   | 2013年 - 2015年 | 日本電気副社長                                                                                     |
| 10             | 上田隆之   | 2015年 - 2016年 | 国際石油開発帝石社長                                                                               |
| 11             | 片瀬裕文   | 2016年 - 2017年 | 日本I-Pulse社長兼最高経営責任者                                                                    |
| 12             | 柳瀬唯夫   | 2017年 - 2018年 | NTT副社長CSO、東芝クライアントソリューション非常勤取締役、国際協力銀行シニアアドバイザー           |
| 13             | 寺沢達也   | 2018年 - 2019年 | 東京理科大学上席特任教授                                                                           |
| 14             | 田中繁広   | 2019年 - 2021年 | 東京海上日動火災保険顧問                                                                           |
| 15             | 広瀬直     | 2021年 - 2022年 | 丸紅常務                                                                                           |
| 16             | 平井裕秀   | 2022年 - 2023年 | 日立製作所執行役常務                                                                               |
| 17             | 保坂伸     | 2023年 - 2024年 | 株式会社みずほ銀行顧問、信越化学工業株式会社顧問、株式会社NBO総研代表取締役社長                    |
| 18             | 松尾剛彦   | 2024年 - 現職   | |